# Hall-Hangvar
Hall-Hangvar este o arie protejată (arie specială de conservare — SAC, sit de importanță comunitară — SCI) din Suedia întinsă pe o suprafață de 2.385 ha, integral pe uscat.

## Localizare
Centrul sitului Hall-Hangvar este situat la coordonatele 57°52′43″N 18°39′40″E / 57.8787°N 18.661°E.

## Înființare
Situl Hall-Hangvar a fost declarat sit de importanță comunitară în decembrie 1995 pentru a proteja 1 specie de plante și 1 specie de animale. Situl a fost protejat și ca arie specială de conservare în martie 2011.

## Biodiversitate
Situată în ecoregiunile boreală și marină baltică, aria protejată conține 16 habitate naturale: Pante stâncoase calcaroase cu vegetație casmofită, Faleze cu vegetație de pe coastele atlantice și baltice, Pajiști uscate seminaturale și facies de acoperire cu tufișuri pe substraturi calcaroase (Festuco-Brometalia) (* situri importante pentru orhidee), Pajiști carstice calcaroase sau bazofile, de Alysso-Sedion albi, Pășuni de coastă din Baltica boreală, Mlaștini calcaroase cu Cladium mariscus și specii de Caricion davallianae, Formațiuni de Juniperus communis pe lande sau pajiști calcaroase, Vegetație perenă pe țărmurile stâncoase, Taiga vestică, Izvoare petrifiante cu formare de travertin (Cratoneurion), Mlaștini alcaline, Pășuni din zone de pădure fino-scandinave, Mlaștini împădurite, Alvar nordic și șisturi calcaroase precambriene, Lespezi calcaroase, Pajiști cu Molinia pe soluri calcaroase, turboase sau argilos-nămoloase (Molinion caeruleae).
La baza desemnării sitului se află mai multe specii protejate:
- plante (1): Tortella rigens
- nevertebrate (1): Vertigo angustior